# 黄色丽卷叶蛛
黄色丽卷叶蛛（学名：Nigma flavescens）为卷叶蛛科丽卷叶蛛属的动物。分布于古北区以及中国大陆的西藏等地，常生活于农田草丛。该物种的模式产地在欧洲。